# Rejon kodymski
Rejon kodymski – była jednostka administracyjna wchodząca w skład obwodu odeskiego Ukrainy.
Rejon utworzony w 1940, ma powierzchnię 818 km² i liczy około 35 tysięcy mieszkańców. Siedzibą władz rejonu jest Kodyma.
Na terenie rejonu znajdują się 1 miejska rada, 1 osiedlowa rada i silskich rad, obejmujących w sumie 23 wsie i 1 osadę.

## Miejscowości rejonu
- Basztanków (Баштанків)
- (Будеї)
- (Грабове)
- (Федорівка)
- (Івашків)
- (Кирилівка)
- Kodyma (Кодима)
- (Котовці)
- Krute (Круті)
- (Лабушне)
- (Лисогірка)
- (Мала Слобідка)
- (Олександрівка)
- (Олексіївка)
- (Петрівка)
- (Пиріжна)
- Pisarzówka[2] (Писарівка)
- (Правда)
- (Семенівка)
- (Серби)
- Słobidka (Слобідка)
- (Смолянка)
- Strymba[3] (Стримба)
- (Шершенці)
- (Тимкове)
- (Загнітків)